# Hersilia caronae
Espèce
Hersilia caronae est une espèce d'araignées aranéomorphes de la famille des Hersiliidae.

## Distribution
Cette espèce est endémique du Sud-Comoé en Côte d'Ivoire,. Elle se rencontre vers Appouasso.

## Description
Le mâle holotype mesure 4,35 mm.

## Systématique et taxinomie
Cette espèce a été décrite par Foord et Dippenaar-Schoeman en 2006.

## Étymologie
Cette espèce est nommée en l'honneur de Caron Foord, l'épouse de Stefan Hendrik Foord.

## Publication originale
- Foord & Dippenaar-Schoeman, 2006 : « A revision of the Afrotropical species of Hersilia Audouin (Araneae: Hersiliidae). » Zootaxa, no 1347, p. 1-92.